# Ірурцун
Ірурцун, Ірурсун (баск. Irurtzun (офіційна назва), ісп. Irurzun) — муніципалітет в Іспанії, у складі автономної спільноти Наварра. Населення — 2225 осіб (2009).
Муніципалітет розташований на відстані близько 320 км на північний схід від Мадрида, 17 км на північний захід від Памплони.

## Демографія
Динаміка населення (INE ):

## Галерея зображень

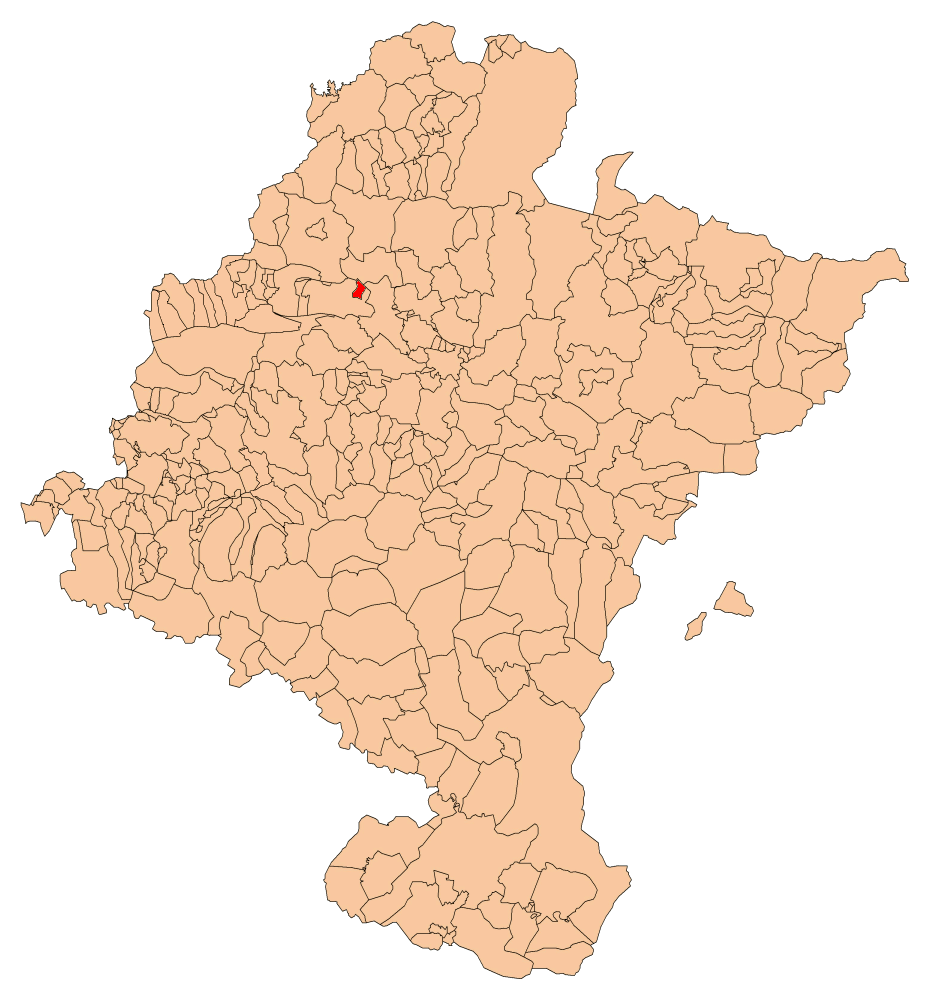
Розташування муніципалітету
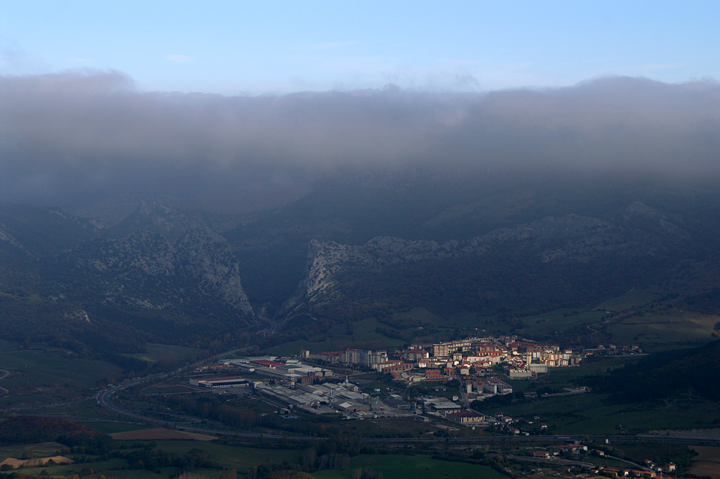
Ірурцун